# Большое Жеребятниково
Большое Жеребятниково — село в Майнском районе Ульяновской области в составе Майнского городского поселения.

## География
Находится на расстоянии примерно 5 километров на северо-запад по прямой от районного центра поселка Майна.

## История
Село Большое Жеребятниково основано синбиренином Артемием Елизаровичем Жеребятниковым. Царь Алексей Михайлович пожаловал ему поместье на реке Сухой Майне, за валом (за Симбирской чертой), и в 1678 году у него здесь была уже деревня, называвшаяся тогда "Майна" состоявшая из 4 дворов, в которой жило 11 человек. В 1686 году цари Иоанн и Петр Алексеевичи "по своему царскому милосердному разсмотрению" пожаловали Артемия Жеребятникова: поместную его землю на р. Сухой Майне, со крестьяне, дали ему в вотчину "в роды и роды", всего 160 четвертей (240 десятин); а за вотчинною дачею осталось за ними поместья, в тех же урочищах, 130 четвертей (195 десятин). Таким образом у Артемия Жеребятникова было при д. Майне всего 435 десятин земли. После его смерти унаследовали сын Петр и дочь Ефимья, вышедшая замуж за Путилова. У Петра был сын Иван, умерший в 1754 году бездетным, а у Ефимьи был сын Федор, умерший в 1755 г. и дочь Марья, вышедшая замуж за Ивана Нагаткина; их сын Иван Иванович Нагаткин был первым Симбирским губернским предводителем дворянства (1781 — 1783 г.г.). Он судился в 1770 году, из-за села Жеребятникова с дальними родственниками, Петром и Василием Жеребятниковыми и по их делу состоялось принципиальное решение Сената и Высочайшая на нем резолюция от 15 марта 1770 года, разрешившая вопрос о порядке наследования в родовых имениях. Это решение напечатано, для общего руководства, в полном собрании законов. Высочайшая резолюция последовала в пользу Нагаткина и он стал полным собственником села Жеребятникова, куда прибыл на постоянное жительство в 1774 г. с берегов Дуная, где находился, в качестве адъютанта, при светлейшем князе Потёмкине, командовавшим тогда русскими войсками против Турции. 
При создании Симбирского наместничества в 1780 году село Николаевское Жеребятниково тож, помещиковых крестьян, вошло в состав Тагайского уезда.
Во время генерального межевания, в 1795 г. село Жеребятниково принадлежало дочери Ивана Ивановича Нагаткина, жене действ. ст. сов. Авдотье Ивановне Беляковой; у неё здесь было 39 дворов (114 муж. и 120 жен.) и 3716 дес. 848 саж,. земли. В этой же даче числилась помещицей над. сов. Татьяна Александровна Вепрейская, имевшая только одну землю, отдаленный от с. Жеребятникова участок в 671 дес. 403 саж., который впоследствии перешел к девице Марии Александровне Анненковой и в 1837 году числился уже при селе Анненкове Карсунского уезда.
В 1796 году при создании Симбирской губернии село вошло в состав Симбирского уезда.
Вторая церковь в с. Жеребятникове была построена Иваном Ивановичем Нагаткиным в 1797 году, во имя св. Николая Чудотворца, с приделом во имя Иоанна Лествичника.
На 1859 год село Жеребятниково входило в состав 2-го стана Симбирского уезда Симбирской губернии, имелось: церковь и два поташных завода.
Начальное народное училище открыто в 1871 году.
В 1880 году был построен деревянный храм. Престолов два: главный — во имя Святителя и Чудотворца Николая, в приделе — в честь Покрова Пресвятые Богородицы. На местах прежних престолов — две каменные часовни. 
В 1913 году было 90 дворов и 551 житель, деревянная Николаевская церковь (не сохранилась), школа и училище. 

## Население
Население составляло 373 человека в 2002 году (русские 78%), 284 по переписи 2010 года.

## Известные уроженцы
- Каврайский, Владимир Владимирович  — советский учёный.